# Jacques Huyn
Jacques Huyn est un compositeur et maître de chapelle actif à Beaune dans le second quart du XVIIe siècle, baptisé à Beaune le 19 janvier 1613 et enterré dans cette ville le 27 mai 1652.

## Biographie

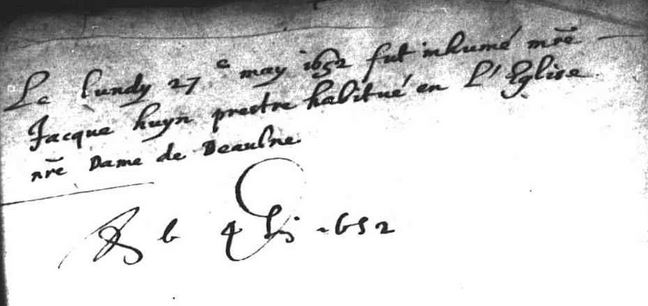
Acte de sépulture de Jacques Huyn, 1652. Dijon ADCO.

L’évolution de sa carrière est relatée par les mentions trouvées dans les actes capitulaires de l'église collégiale Notre-Dame de Beaune.
En 1631, il est prêtre habitué de cette église, clerc du vicaire et chapelain de Saint-Jean-Baptiste à l’église Sainte-Madeleine et de Saint-Léger à l’église Saint-Pierre (aujourd’hui disparue). Il devient sous-chantre en 1632.
En 1641 il tente sans succès d’être engagé à la cathédrale Saint-Vincent de Chalon-sur-Saône. Il est encore sous-chantre en 1643, puis est nommé secrétaire provisoire en 1644 et secrétaire définitif en 1645.
Lors de la publication de sa messe en 1648, il est dit « Prêtre de l’insigne église collégiale Notre-Dame de Beaune, diocèse d’Autun, sous-chantre [succentore] et secrétaire du chapitre de ladite église ». Il a d’ailleurs déposé un exemplaire de cette messe devant le chapitre le 19 février 1648.
Il reçoit un congé en 1650 pour se présenter comme maître des enfants à la cathédrale Saint-Lazare d'Autun, mais revient la même année se présenter au concours organisé en juillet pour le remplacement de Pierre Roqueleine, le maître de musique. Il gagne ce concours devant quatre autres candidats venus de Saulieu, Tournus et Chalon.
C’est à cette époque (19 octobre 1650) qu’il amène au chapitre de Notre-Dame de Beaune un ensemble de neuf messes d’auteurs divers et les deux collections des Harmonia sacra de Charles d'Ambleville, que le chapitre paye 15 lt suivant la facture du libraire (probablement Robert III Ballard).
Huyn assume sa charge jusqu’à son décès prématuré et c’est Roqueleine qui le remplace alors par intérim, avant que son successeur Louis Maufoux soit nommé. Huyn a été le maître de Pierre Menault, qui lui succède à Beaune plus tard dans le siècle, ainis que de Louis Chein.

## Œuvres

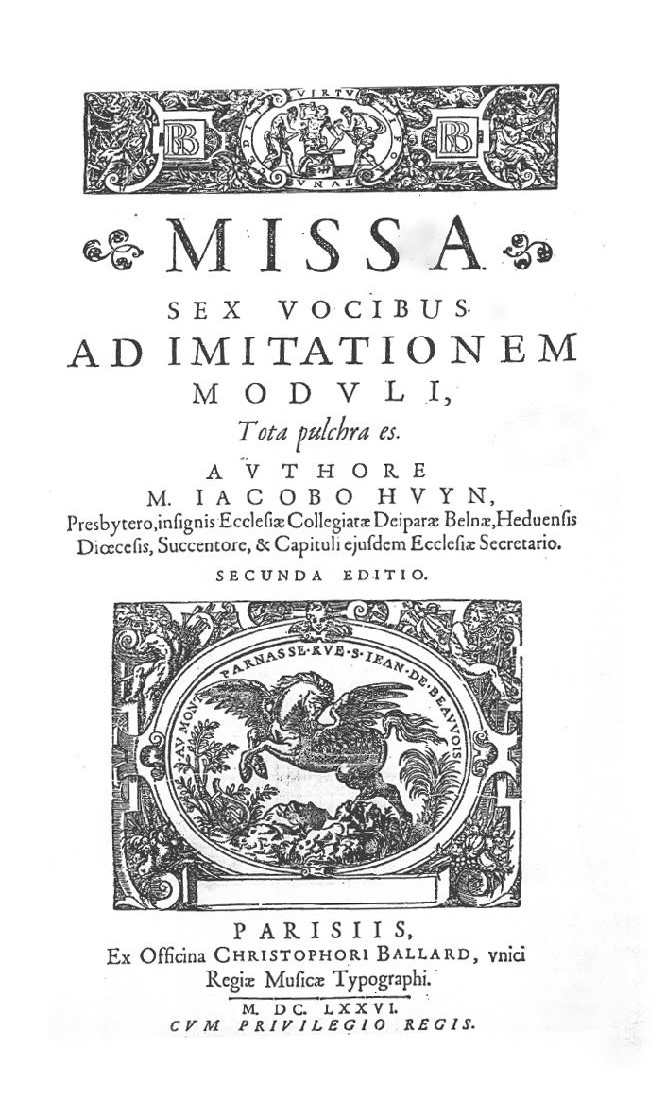
Page de titre de la Missa Tota pulchra es (Paris, 1676). Paris BNF.

- Missa sex vocibus ad imitationem moduli, Tota pulchra es, Authore M. Iacobo Huyn, presbytero, insignis Ecclesiæ Collegiatæ Deiparæ Belnæ, Heduensis Diœcesis, succentore, & capituli ejusdem Ecclesiæ Secretario. Paris : Robert III Ballard, 1648. 2°. Édition perdue. Guillo 2003 n° 1648-B.

Messe rééditée en 1676 (Secunda editio) par Christophe Ballard. 2°, 20 p. RISM H 8046. Cette réédition moins de trente ans après est le signe d'un succès certain.
L’œuvre est écrite dans le premier ton ecclésiastique (mode de ré ou dorien), elle a un style qui varie entre une homophonie simple (ou style vertical, dans lequel les paroles sont très intelligibles) et un contrepoint élaboré, suivant les passages. Elle emprunte son titre à une antienne à la Vierge extraite du Cantique des Cantiques. Ses dimensions et le nombre de voix (6) font que cette messe a probablement été composée pour un office solennel en lien avec la Vierge : Nativité (8 septembre), Purification (2 février) ou Assomption (15 août) ? Plusieurs passages se limitent à 4 voix. La partition se prête naturellement à des distinctions entre petit chœur (ou chœur de solistes) et grand chœur.